# Stazione di Montecchio
La stazione di Montecchio era una stazione ferroviaria italiana, capolinea della ferrovia Barco-Montecchio dismessa nel 1955. Serviva il centro abitato di Montecchio Emilia.

## Storia
La stazione fu aperta nel 1909 insieme alla linea Barco-Montecchio e venne dismessa insieme ad essa nel 1955.

## Interscambi
Nel 1901 fu inaugurata la tranvia Pilastrello-Montecchio, diramazione della linea Parma-Traversetolo, chiusa nel 1934; i due impianti, disposti sul medesimo asse, nel 1910 furono collegati mediante un binario di raccordo lungo 113,3 m.